# Neojaera octodentata
Neojaera octodentata là một loài chân đều trong họ Janiridae. Loài này được Vanhöffen miêu tả khoa học năm 1914.